# Стартъп (сериал)
„Стартъп“ (на корейски: 스타트업, Seutateueop; на английски: Start-Up) е южнокорейски сериал, който се излъчва от 17 октомври до 6 декември 2020 г. по tvN.

## Сюжет
Разположена в измислената Силициева долина на Южна Корея, наречена Sandbox, поредицата разказва историята на хората в света на стартиращи компании.
Со Дал-ми е ярка и амбициозна млада жена, която мечтае да стане корейския Стив Джобс. Дал-ми няма фантазия, но е запалена по работата си. Тя има ярка енергия и е човек с голяма жизненост, имащ опит в широк спектър от непълно работно време.
Нам До-сан е основателят на Samsan Tech. „Математически гений“ като младо момче, До-сан някога е бил гордостта на семейството си, но сега се е превърнал в техен срам, тъй като бизнесът му се разпада през последните две години. Той открива, че Дал-ми погрешно го помни като първата си любов, затова решава да си проправи път с надеждата да превърне това недоразумение в реалност.

## Актьори
- Бе Сузи – Со Дал-ми
- Нам Джу-хьок – Нам До-сан
- Ким Сон-хо – Хан Джи-пьонг
- Канг Хан-на – Уон Ин-дже/Со Ин-дже

## В България
В България сериалът се предлага на Нетфликс в оригинално аудио с български субтитри.